# 400 (szám)
A 400 (négyszáz) a 399 és 401 között található természetes szám. Négyzetszám, a 20 négyzete. Egy kör 400 újfokra osztható. Ez egy olyan szám, mely a 10-es számrendszerben nem állítható elő egy szám, és annak számjegyeinek összegeként. Másrészt a 400 osztható számjegyeinek összegével, így Harshad-szám.
Tizenhatszögszám.

## Egyéb területeken
- Négyszázak oligarchiája az ókori Athénben
- A HTTP rendszerben a hibás parancsok kódja
- Az Atari 400 otthoni számítógép
- A Les Quatre Cents Coups (Négyszáz csapás) François Truffaut egyik filmje.
- Ontarióban egy főútcsoport neve lásd hozzá: 475 (szám)